# Sant'Eustachio (titre cardinalice)
La diaconie cardinalice de Sant'Eustachio est érigée par le pape Léon III au VIIe siècle et rattaché à la basilique Sant'Eustachio qui se trouve dans le rione Sant'Eustachio de Rome. 

## Titulaires
| - Grégoire (1088-1099) - Grégoire (1099-1130) - Gaymer (1130- avant 1134) - Stefano (vers 1134-?) - Vassalo (1134-1142) - Astaldo degli Astalli (it) (1143-1151) - Alberto (1151-1152) - Ildebrando Grassi (1152-1157) - Guido da Crema (1155 ou 1157-1158) - Pietro di Miso (it) (1158-1165?) - Ugo da Ricasoli (it) (1163?- vers 1182) - Stefano (1172-1173), pseudo-cardinal de l'antipape Calixte III - Gianfelice (1188-1189) - Ugolino dei Conti di Segni (1198-1206), deviendra le pape Grégoire IX - Aldobrandino Caetani (1216-1219) - Rinaldo dei Signori di Ienne (1227-1231 ou 1232), deviendra le pape Alexandre IV - Guy (1237-1239) - Robert Somercotes (1239) - Raymond Nonnat (1240) - Guglielmo Fieschi (1244-1256) - Uberto di Cocconato (1261-1276) - Giordano Orsini (1278-1287) - Pietro Colonna (1288-1297) - Riccardo Petroni (1298-1314) - Arnaud de Via (1317-1335) - Giovanni Visconti (1329), pseudo-cardinal de l'antipape Nicolas V - Bernard de La Tour (1342-1361) - Pierre Flandrin (1371-1381) - Francesco Renzio (1381-1390) - Baldassare Cossa (1402-1410), deviendra l'antipape Jean XXIII - Alfonso Carrillo de Albornoz (1408-1418), pseudo-cardinal de l'antipape Benoît XIII (1419-1423) - Giacomo Isolani (1413-1417), pseudo-cardinal de l'antipape Jean XXIII (1417-1420) - Alberto Alberti (1439-1445) - Alfonso Carrillo de Acuña (ou Acuña de Carrillo) (1440), pseudo-cardinal de l'antipape Félix V, refuse la nomination - Jaime de Portugal (1456-1459) - Francesco Nanni-Todeschini-Piccolomini (1460-1503), deviendra le pape Pie III - Alessandro Farnese (29 novembre 1503 - 15 novembre 1519); in commendam (1519-1534), deviendra le pape Paul III - Paolo Emilio Cesi (5 septembre 1534 - 5 août 1537) - Agostino Trivulzio (17 août 1537 - 6 septembre 1537) - Cristoforo Giacobazzi (6 septembre 1537 - 7 octobre 1540) - Guidascanio Sforza (10 décembre 1540 - 9 mars 1552) - Niccolò Caetani (9 mars 1552 - 1er mai 1585) - Ferdinando de' Medici (10 mai 1585 - 7 janvier 1587) - Filippo Guastavillani (7 janvier 1587 - 17 août 1587) - Alessandro Damasceni Peretti (11 septembre 1587 - 13 mars 1589) - Girolamo Mattei (20 mars 1589 - 16 février 1592) - Guido Pepoli (16 février 1592 - 12 juin 1595) - Odoardo Farnese (1595-1617) - Andrea Baroni Peretti Montalto (1617-1621) - Alessandro d'Este (1621) - Maurizio di Savoia (1621-1626) | - Francesco Boncompagni (1626-1634) - Ippolito Aldobrandini, iuniore (1634-1637) - Alessandro Cesarini (1638-1644) - Marzio Ginetti (1644) - Carlo de' Medici (1644) - Girolamo Colonna (1644-1652) - Giangiacomo Teodoro Trivulzio (1652-1653) - Virginio Orsini (1653-1656) - Vincenzo Costaguti (1656-1660) - Lorenzo Raggi (1660-1664) - Carlo Pio di Savoia (1664-1667) - Friedrich von Hessen-Darmstadt (1667-1668) - Decio Azzolino (1668-1681) - Felice Rospigliosi (1682-1685) - Domenico Maria Corsi (1686-1696) - Vincenzo Grimani (1698-1710) - Annibale Albani (1712-1716) - Curzio Origo (1716-1726); titre pro illa vice (1726-1737) - Neri Maria Corsini (1737-1770) - Giovanni Costanzio Caracciolo (1770-1780) - Pasquale Acquaviva d'Aragona (1780-1788) - Vincenzo Maria Altieri (1788-1794) - Filippo Carandini (1794-1810) - Vacant - Alessandro Lante Montefeltro della Rovere (1816-1818) - Giuseppe Albani (1818-1828) - Vacant - Ludovico Gazzoli (1832-1857) - Teodolfo Mertel (1858-1881) - Angelo Jacobini (1882-1886) - Vacant - Luigi Trombetta (1899-1900) - Vacant - Michele Lega (1914-1924); titre pro illa vice (1924-1926) - Carlo Perosi (1926-1930) - Giuseppe Bruno (1946-1954) - Fernando Cento, titre pro illa vice (1958-1965) - Francis John Brennan (1967-1968) - Giacomo Violardo (1969-1978) - Vacant - Guido Del Mestri (1991-1993) - Vacant - Sergio Sebastiani (2001-2024) - Rolandas Makrickas (depuis 2024) |